# کن تاجیری
کن تاجیری (انگلیسی: Ken Tajiri؛ زادهٔ ۱۱ ژوئن ۱۹۹۳) بازیکن فوتبال اهل ژاپن است.
از باشگاه‌هایی که در آن بازی کرده‌است می‌توان به باشگاه فوتبال گامبا اوساکا اشاره کرد.